# جون بي. هاولي
جون بي. هاولي (بالإنجليزية: John B. Hawley)‏ هو محامي وسياسي أمريكي، ولد في 9 فبراير 1831 في الولايات المتحدة، وتوفي في 24 مايو 1895 في هت سبرينغز في الولايات المتحدة. حزبياً، نشط في الحزب الجمهوري. وقد انتخب عضو مجلس النواب الأمريكي.